# Uhlandstraße 67 und 69 (Heilbronn)

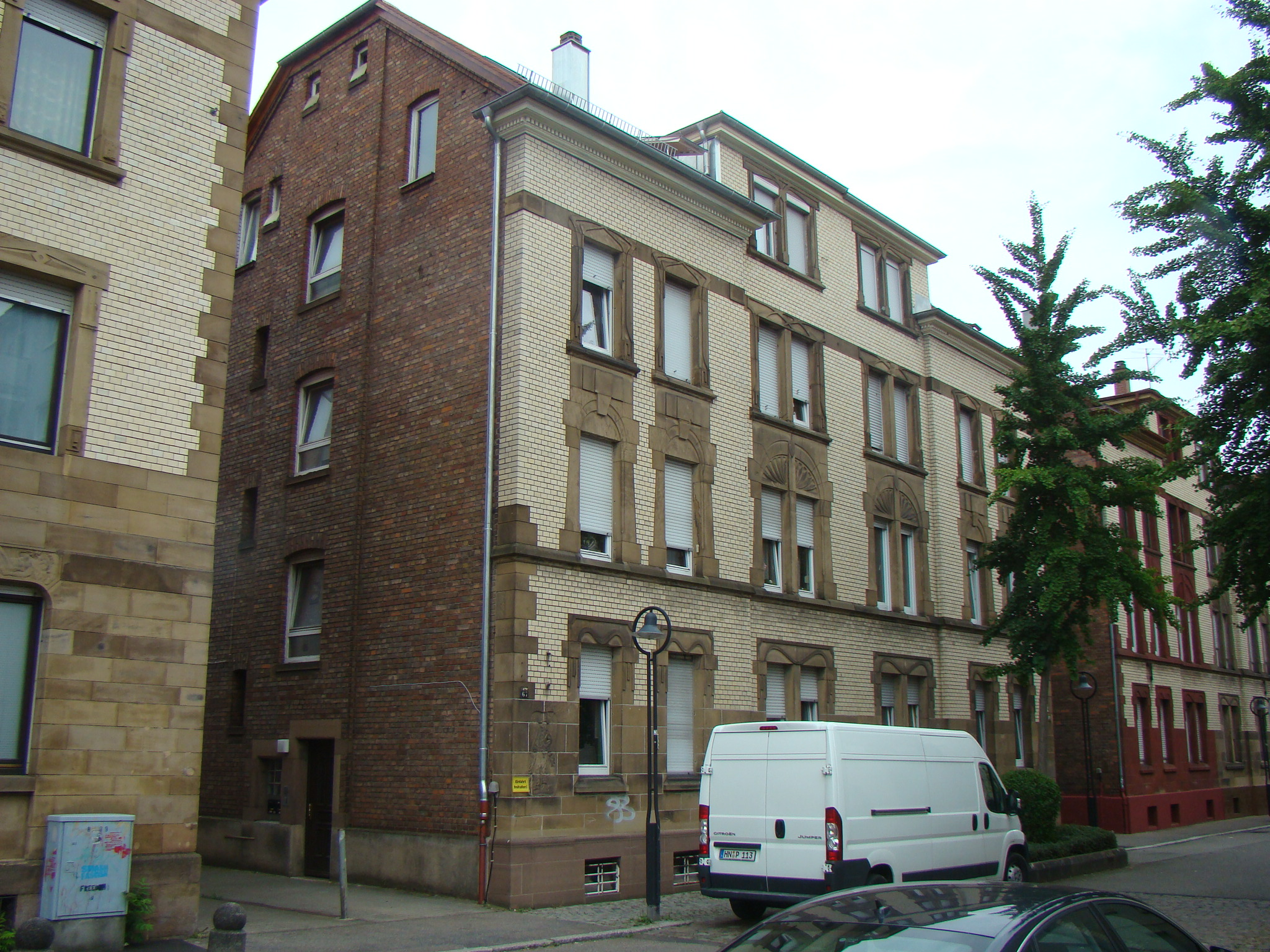
Uhlandstraße 67 und 69 in Heilbronn

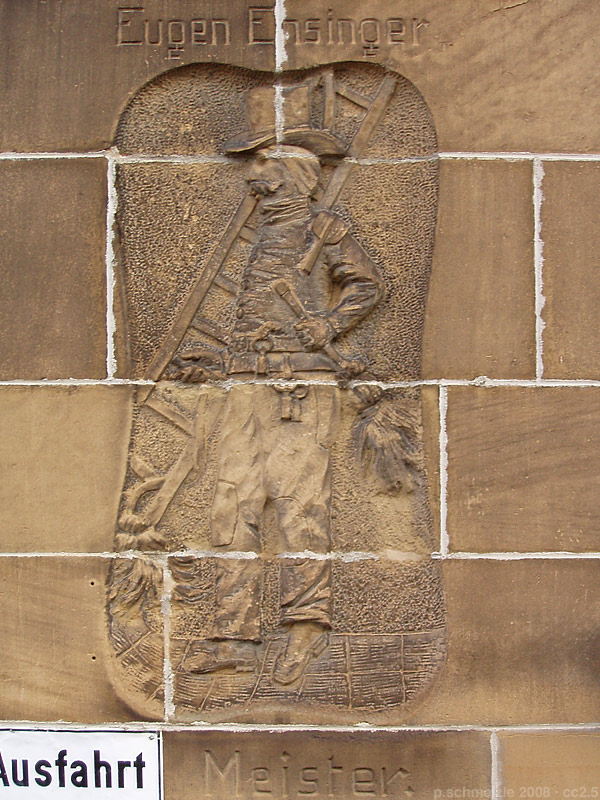
Relief mit Inschrift Eugen Ensinger, Meister am Doppelhaus Uhlandstraße 67/69

Das Doppelhaus Uhlandstraße 67 und 69 ist ein historisches Gebäude in Heilbronn. Als Kulturdenkmal steht es unter Denkmalschutz.

## Geschichte
Das Mehrfamilienhaus für Arbeiter- und Handwerkerfamilien wurde 1906/07 zusammen mit den benachbarten Häusern Uhlandstraße 71/73 und Uhlandstraße 75 für den Wirt Heinrich Creyaufmüller und den Zimmermeister Karl Klenk errichtet. Die Pläne für die drei Gebäude im Stil des Späthistorismus stammen von dem Heilbronner Bauwerkmeister Carl Mödinger.
1950 gehörte die Haushälfte Nr. 67 Friederike Ensinger. Im Erdgeschoss führte Kurt Baier eine Milchhandlung. Nr. 69 gehörte Adolf Schober. 1961 lebte Frederike Ensinger zwar noch, aber war Nr. 67 schon im Besitz der Erbengemeinschaft Ensinger. Die Milchhandlung bestand noch. Nr. 69 war in den Besitz der Witwe Lotte Schober übergegangen. Im Erdgeschoss betrieb Hermann Kirchner eine Werkstatt für Schreibmaschinenreparatur.
Bemerkenswert sind die plastisch figürlichen Details des Gebäudes wie das Reliefbild des Schornsteinfegermeisters Eugen Ensinger am Haus Nr. 67.